# Улица Дмитриевского (станция метро)
«Улица Дмитрие́вского» — станция Московского метрополитена на Некрасовской линии, открытая 3 июня 2019 года. Расположена в районе Косино-Ухтомский (ВАО), названа по одноимённой улице. По конструкции — колонная двухпролётная станция мелкого заложения с одной островной платформой.

## Название
29 июля 2014 года Городская межведомственная комиссия по наименованию территориальных единиц, улиц, станций метрополитена, организаций и других объектов Москвы одобрила решение о переименовании станции из «Салтыковской улицы» в «Улицу Дмитриевского», а 11 сентября вышло постановление о переименовании.

## Строительство
С весны 2013 года практически не велось никаких строительных работ. Такое положение дел сохранялось на стройплощадке станции вплоть до конца августа 2014 года, когда началась перекладка коммуникаций по всей зоне строительства станции. В течение 2015 года начнётся проходка обоих тоннелей от станции «Лухмановская». Оба ТПМК смонтированы с весны по осень 2014 года в котловане станции «Лухмановская», они пройдут станцию транзитом и завершат проходку тоннелей длиной в 3987 м в котловане камеры съездов за станцией «Косино». 1 февраля 2017 года тоннелепроходческий комплекс «Robbins-371» начал проходку левого перегонного тоннеля от «Косино» до «Улицы Дмитриевского».
31 августа 2018 года проведён технический пуск участка «Косино» — «Некрасовка».
АО «Мосинжпроект» — управляющая компания по строительству станции метро.

## Перенос сроков
Строительство началось в марте 2013 года. Ранее станцию планировалось открыть в декабре 2016 года, но в феврале 2014 года Марат Хуснуллин назвал возможный срок сдачи — 2015 год. Однако станцию не открыли ни в 2015, ни в 2016, ни в 2017 году; наконец, в январе 2018 года было объявлено, что станцию могут открыть в конце 2018 года.
В конце марта 2018 года заместитель мэра Москвы по вопросам градостроительной политики и строительства Марат Хуснуллин сообщил, что участок «Косино» — «Некрасовка» планируется запустить к концу лета 2018 года, хотя, по его же словам, техническая возможность для такого пуска отсутствует, и линия будет запущена полностью в 2019 году. 31 августа 2018 года мэр Москвы Сергей Собянин, проводя тестовый пуск участка из 4 станций, сказал, что запуск линии для пассажиров ожидается в конце 2018 года. Тем не менее, открытие станции состоялось 3 июня 2019 года.

## Расположение и вестибюли
Станция расположена в Косино-Ухтомском районе, между улицами Салтыковская и Татьяны Макаровой, вдоль улицы Дмитриевского, у её пересечения с улицей Наташи Качуевской. Выход осуществляется через один (западный) подземный вестибюль к жилой застройке 1-го микрорайона Кожухово и на улицы Дмитриевского и Салтыковская. Стены вестибюлей покрыты кремовым мрамором и жёлтым гранитом, колонны — бежевые металлокерамические панели. На базе станции планируется организация транспортно-пересадочного узла «Улица Дмитриевского». Восточный вестибюль за несколько месяцев до открытия решено было достроить только в качестве эвакуационного выхода.

## Архитектура и оформление
Колонная двухпролётная станция мелкого заложения с одной островной платформой.

Оформление содержит отсылки к лунной дороге, основными цветами в отделке станции являются серый, бежевый и светло-коричневый. Пол платформы и вестибюля покрыт жёлтым и чёрным гранитом, складывающимся в геометрический орнамент. Путевые стены облицованы металлокерамическими панелями изумрудного цвета. Центральная часть потолка станции имеет отражающую поверхность, колонны оборудованы подсветкой. Над путями расположены вентиляционные каналы, в которые ближе к краю платформы встроены светодиоды.
- Логотип
- Платформа и навигация
- Посадка

## Наземный общественный транспорт

### Городской
На этой станции можно пересесть на следующие маршруты городского пассажирского транспорта:
- Автобусы: 14, с613, 773, 787, 821, 885

### Областной
- Автобусы: 1064